# Aleochara notula

Aleochara notula  (лат.) — вид коротконадкрылых жуков из подсемейства Aleocharinae. Новый Свет.

## Распространение
Северная Америка (США, Мексика), острова Карибского бассейна (St. Thomas) и Южная Америка (Венесуэла, Чили).

## Описание
Среднего размера коротконадкрылые жуки, длина тела 3,0—6,0 мм. Голова поперечная, блестящая. Основная окраска тёмно-коричневая и чёрная. Каждое надкрылье с одним желтоватым пятном. Ноги и усики рыжеватые. Опушение желтовато-коричневое. Тело плотно пунктированное. Усики 11-члениковые. Передние, средние и задние лапки 5-члениковые (формула 5-5-5). Нижнечелюстные щупики состоят из 4 члеников (с 5-м псевдосегментом), а нижнегубные — из 3 (с 4-м псевдосегментом). Активны c января по сентябрь. Встречаются под гниющими животными и растительными остатками, в навозе, под падалью и опавшей листвой.  
Вид был впервые описан в 1839 году, а его валидный статус подтверждён в ходе ревизии, проведённой в 1984 году канадским энтомологом Яном Климашевским (Jan Klimaszewski; Laurentian Forestry Centre, Онтарио, Канада).